# UEFA Champions League 2002/03/AC Mailand

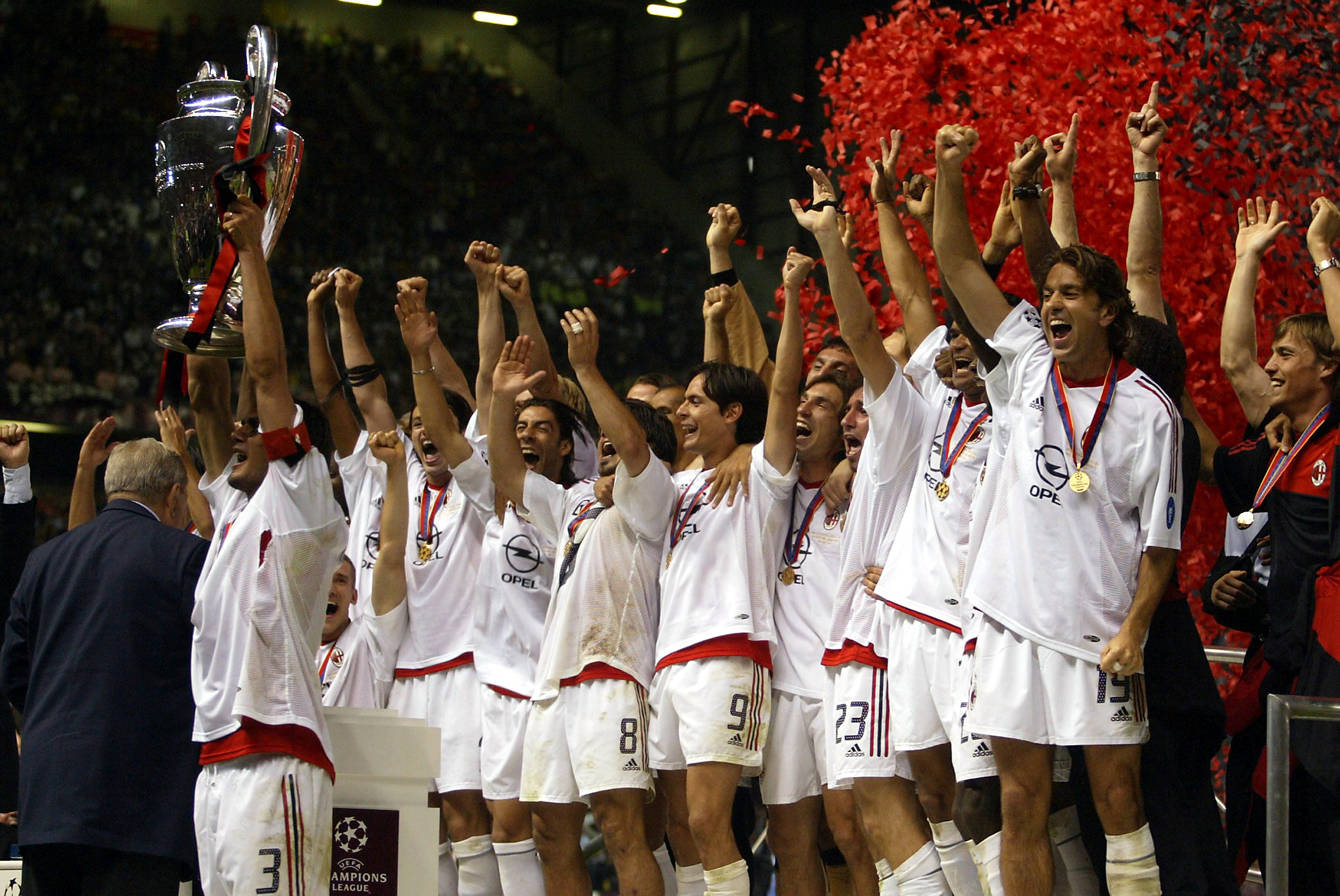
Siegerehrung nach dem Finale

Finallogo 2003

Der nachstehende Artikel behandelt die Statistiken der Champions-League-Spiele des späteren Siegers AC Mailand aus der Saison 2002/03.

## Dritte Qualifikationsrunde
Als Viertplatzierter der italienischen Serie A-Saison 2001/02 musste sich die AC Mailand zunächst in der Dritten Qualifikationsrunde zur UEFA Champions League gegen den tschechischen Meister Slovan Liberec durchsetzen.

### AC Mailand – Slovan Liberec 1:0 (0:0)
| AC Mailand                                                                  | AC Mailand | Slovan Liberec | Slovan Liberec |
| --------------------------------------------------------------------------- | --- | --- | -------------- |
| AC Mailand                                                                  | \| Dritte Qualifikationsrunde, Hinspiel \| \| Mittwoch, 14. August 2002 um 20:30 Uhr in Mailand (Giuseppe-Meazza-Stadion) \| \| Zuschauer: 30.064 \| \| Schiedsrichter: Konrad Plautz ( Österreich) \|                                                                | \| Dritte Qualifikationsrunde, Hinspiel \| \| Mittwoch, 14. August 2002 um 20:30 Uhr in Mailand (Giuseppe-Meazza-Stadion) \| \| Zuschauer: 30.064 \| \| Schiedsrichter: Konrad Plautz ( Österreich) \|                                                   | Slovan Liberec |
| AC Mailand                                                                  | Christian Abbiati (46. Dida) – Cosmin Contra, Roque Júnior (25. Martin Laursen), Paolo Maldini , Kacha Kaladse – Gennaro Gattuso, Massimo Ambrosini, Serginho (60. Clarence Seedorf) – Rui Costa – Filippo Inzaghi, Andrij Schewtschenko Cheftrainer: Carlo Ancelotti | Zbyněk Hauzr – Bohuslav Pilný, Miroslav Holeňák, Petr Johana, Tomáš Janů – Pavel Capek (69. Petr Papoušek), David Langer, Ivan Hodúr, Martin Zbončák – Miroslav Slepička (90. Juraj Ančic), Jan Nezmar (83. Lubomír Blaha) Cheftrainer: Ladislav Škorpil | Slovan Liberec |
| AC Mailand                                                                  | 1:0 Inzaghi (68.) | | Slovan Liberec |
| AC Mailand                                                                  | Gattuso (45.+3'), Serginho (59.) | Pilný (39.) | Slovan Liberec |
| Dritte Qualifikationsrunde, Hinspiel                                        | | |                |
| Mittwoch, 14. August 2002 um 20:30 Uhr in Mailand (Giuseppe-Meazza-Stadion) | | |                |
| Zuschauer: 30.064                                                           | | |                |
| Schiedsrichter: Konrad Plautz ( Österreich)                                 | | |                |

### Slovan Liberec – AC Mailand 2:1 (0:1)
| Slovan Liberec                                                     | Slovan Liberec | AC Mailand | AC Mailand |
| ------------------------------------------------------------------ | --- | --- | ---------- |
| Slovan Liberec                                                     | \| Dritte Qualifikationsrunde, Rückspiel \| \| Mittwoch, 28. August 2002 um 21:00 Uhr in Liberec (Stadion u Nisy) \| \| Zuschauer: 8.700 (ausverkauft) \| \| Schiedsrichter: Arturo Daudén Ibáñez ( Spanien) \|                                             | \| Dritte Qualifikationsrunde, Rückspiel \| \| Mittwoch, 28. August 2002 um 21:00 Uhr in Liberec (Stadion u Nisy) \| \| Zuschauer: 8.700 (ausverkauft) \| \| Schiedsrichter: Arturo Daudén Ibáñez ( Spanien) \|                                         | AC Mailand |
| Slovan Liberec                                                     | Antonín Kinský – Bohuslav Pilný, Miroslav Holeňák, Petr Johana, Tomáš Janů – Petr Papoušek, David Langer, Ivan Hodúr (77. Lubomír Blaha), Martin Zbončák (65. Juraj Ančic) – Miroslav Slepička, Jan Nezmar (45. Baffour Gyan) Cheftrainer: Ladislav Škorpil | Dida – Dario Šimić, Martin Laursen, Paolo Maldini , Kacha Kaladse – Gennaro Gattuso, Andrea Pirlo (82. Samuele Dalla Bona), Clarence Seedorf – Rui Costa (70. Rivaldo) – Filippo Inzaghi, Jon Dahl Tomasson (60. Serginho) Cheftrainer: Carlo Ancelotti | AC Mailand |
| Slovan Liberec                                                     | 1:1 Slepička (47.) 2:1 Langer (87.) | 0:1 Inzaghi (20.) | AC Mailand |
| Slovan Liberec                                                     | Pilný (72.) | Seedorf (8.), Inzaghi (89.) | AC Mailand |
| Slovan Liberec                                                     | Langer (90.) | | AC Mailand |
| Dritte Qualifikationsrunde, Rückspiel                              | | |            |
| Mittwoch, 28. August 2002 um 21:00 Uhr in Liberec (Stadion u Nisy) | | |            |
| Zuschauer: 8.700 (ausverkauft)                                     | | |            |
| Schiedsrichter: Arturo Daudén Ibáñez ( Spanien)                    | | |            |

## Gruppenphase

### AC Mailand – RC Lens 2:1 (0:0)
| AC Mailand                                                                     | AC Mailand | RC Lens | RC Lens |
| ------------------------------------------------------------------------------ | --- | --- | ------- |
| AC Mailand                                                                     | \| 1. Gruppenspiel \| \| Mittwoch, 18. September 2002 um 20:45 Uhr in Mailand (Giuseppe-Meazza-Stadion) \| \| Zuschauer: 70.259 \| \| Schiedsrichter: Kyros Vassaras ( Griechenland) \| \| Spielbericht \|                                                     | \| 1. Gruppenspiel \| \| Mittwoch, 18. September 2002 um 20:45 Uhr in Mailand (Giuseppe-Meazza-Stadion) \| \| Zuschauer: 70.259 \| \| Schiedsrichter: Kyros Vassaras ( Griechenland) \| \| Spielbericht \|                                                              | RC Lens |
| AC Mailand                                                                     | Dida – Dario Šimić, Alessandro Nesta, Paolo Maldini , Kacha Kaladse – Gennaro Gattuso, Andrea Pirlo, Clarence Seedorf – Rui Costa (82. Jon Dahl Tomasson), Rivaldo (77. Massimo Ambrosini) – Filippo Inzaghi (85. Martin Laursen) Cheftrainer: Carlo Ancelotti | Guillaume Warmuz – Ferdinand Coly, Rigobert Song, Jacek Bąk, Abdoulaye Faye (63. Seydou Keita) – Papa Bouba Diop, Jocelyn Blanchard (84. Dagui Bakari), Adama Coulibaly – Antoine Sibierski – Daniel Moreira, Olivier Thomert (63. John Utaka) Cheftrainer: Joel Muller | RC Lens |
| AC Mailand                                                                     | 1:0 Inzaghi (57.) 2:0 Inzaghi (61.) | 2:1 Moreira (75.) | RC Lens |
| AC Mailand                                                                     | Maldini (40.) | Bouba Diop (53.) | RC Lens |
| 1. Gruppenspiel                                                                | | |         |
| Mittwoch, 18. September 2002 um 20:45 Uhr in Mailand (Giuseppe-Meazza-Stadion) | | |         |
| Zuschauer: 70.259                                                              | | |         |
| Schiedsrichter: Kyros Vassaras ( Griechenland)                                 | | |         |
| Spielbericht                                                                   | | |         |

### Deportivo La Coruña – AC Mailand 0:4 (0:2)
| Deportivo La Coruña                                                    | Deportivo La Coruña | AC Mailand | AC Mailand |
| ---------------------------------------------------------------------- | --- | --- | ---------- |
| Deportivo La Coruña                                                    | \| 2. Gruppenspiel \| \| Dienstag, 24. September 2002 um 20:45 Uhr in A Coruña (Estadio Riazor) \| \| Zuschauer: 27.614 \| \| Schiedsrichter: Kim Milton Nielsen ( Dänemark) \| \| Spielbericht \|                        | \| 2. Gruppenspiel \| \| Dienstag, 24. September 2002 um 20:45 Uhr in A Coruña (Estadio Riazor) \| \| Zuschauer: 27.614 \| \| Schiedsrichter: Kim Milton Nielsen ( Dänemark) \| \| Spielbericht \|                                         | AC Mailand |
| Deportivo La Coruña                                                    | Juanmi – Lionel Scaloni, César Martín, Noureddine Naybet, Enrique Romero – Mauro Silva (78. Donato), Roberto Acuña (62. Aldo Duscher) – Víctor, Sergio, Fran (62. Diego Tristán) – Roy Makaay Cheftrainer: Javier Irureta | Dida – Dario Šimić, Alessandro Nesta, Paolo Maldini , Kacha Kaladse – Gennaro Gattuso, Andrea Pirlo (64. Massimo Ambrosini), Clarence Seedorf – Rui Costa (80. Samuele Dalla Bona), Rivaldo – Filippo Inzaghi Cheftrainer: Carlo Ancelotti | AC Mailand |
| Deportivo La Coruña                                                    | 0:1 Seedorf (17.) 0:2 Inzaghi (33.) 0:3 Inzaghi (55.) 0:4 Inzaghi (62.) | | AC Mailand |
| Deportivo La Coruña                                                    | Silva (26.), Naybet (56.) | Pirlo (7.) | AC Mailand |
| 2. Gruppenspiel                                                        | | |            |
| Dienstag, 24. September 2002 um 20:45 Uhr in A Coruña (Estadio Riazor) | | |            |
| Zuschauer: 27.614                                                      | | |            |
| Schiedsrichter: Kim Milton Nielsen ( Dänemark)                         | | |            |
| Spielbericht                                                           | | |            |

### FC Bayern München – AC Mailand 1:2 (0:0)
| FC Bayern München                                                          | FC Bayern München | AC Mailand | AC Mailand |
| -------------------------------------------------------------------------- | --- | --- | ---------- |
| FC Bayern München                                                          | \| 3. Gruppenspiel \| \| Dienstag, 1. Oktober 2002 um 20:45 Uhr in München (Olympiastadion München) \| \| Zuschauer: 60.000 (ausverkauft) \| \| Schiedsrichter: Hugh Dallas ( Schottland) \| \| Spielbericht \|                  | \| 3. Gruppenspiel \| \| Dienstag, 1. Oktober 2002 um 20:45 Uhr in München (Olympiastadion München) \| \| Zuschauer: 60.000 (ausverkauft) \| \| Schiedsrichter: Hugh Dallas ( Schottland) \| \| Spielbericht \|                                       | AC Mailand |
| FC Bayern München                                                          | Oliver Kahn – Owen Hargreaves, Robert Kovač, Thomas Linke, Michael Tarnat (87. Alexander Zickler) – Hasan Salihamidžić, Jens Jeremies, Michael Ballack, Zé Roberto – Claudio Pizarro, Giovane Élber Cheftrainer: Ottmar Hitzfeld | Dida – Dario Šimić, Alessandro Nesta, Paolo Maldini , Kacha Kaladse – Gennaro Gattuso, Andrea Pirlo (77. Serginho), Clarence Seedorf – Rui Costa (87. Martin Laursen), Rivaldo (66. Massimo Ambrosini) – Filippo Inzaghi Cheftrainer: Carlo Ancelotti | AC Mailand |
| FC Bayern München                                                          | 1:1 Pizarro (54.) | 0:1 Inzaghi (52.) 1:2 Inzaghi (84.) | AC Mailand |
| FC Bayern München                                                          | Ballack (33.), Linke (80.) | Nesta (82.) | AC Mailand |
| 3. Gruppenspiel                                                            | | |            |
| Dienstag, 1. Oktober 2002 um 20:45 Uhr in München (Olympiastadion München) | | |            |
| Zuschauer: 60.000 (ausverkauft)                                            | | |            |
| Schiedsrichter: Hugh Dallas ( Schottland)                                  | | |            |
| Spielbericht                                                               | | |            |

### AC Mailand – FC Bayern München 2:1 (1:1)
| AC Mailand                                                                   | AC Mailand | FC Bayern München | FC Bayern München |
| ---------------------------------------------------------------------------- | --- | --- | ----------------- |
| AC Mailand                                                                   | \| 4. Gruppenspiel \| \| Mittwoch, 23. Oktober 2002 um 20:45 Uhr in Mailand (Giuseppe-Meazza-Stadion) \| \| Zuschauer: 75.611 \| \| Schiedsrichter: Ľuboš Micheľ ( Slowakei) \| \| Spielbericht \|                                                               | \| 4. Gruppenspiel \| \| Mittwoch, 23. Oktober 2002 um 20:45 Uhr in Mailand (Giuseppe-Meazza-Stadion) \| \| Zuschauer: 75.611 \| \| Schiedsrichter: Ľuboš Micheľ ( Slowakei) \| \| Spielbericht \|                                                                      | FC Bayern München |
| AC Mailand                                                                   | Dida – Dario Šimić, Alessandro Nesta, Paolo Maldini , Kacha Kaladse – Massimo Ambrosini (46. Gennaro Gattuso), Andrea Pirlo, Serginho (79. Samuele Dalla Bona) – Rui Costa (85. Martin Laursen), Clarence Seedorf – Filippo Inzaghi Cheftrainer: Carlo Ancelotti | Oliver Kahn (51. Stefan Wessels) – Willy Sagnol, Robert Kovač, Samuel Kuffour, Michael Tarnat – Hasan Salihamidžić (71. Mehmet Scholl), Jens Jeremies, Michael Ballack, Zé Roberto – Claudio Pizarro (72. Roque Santa Cruz), Giovane Élber Cheftrainer: Ottmar Hitzfeld | FC Bayern München |
| AC Mailand                                                                   | 1:0 Serginho (11.) 2:1 Inzaghi (64.) | 1:1 Tarnat (23.) | FC Bayern München |
| AC Mailand                                                                   | Ambrosini (43.), Seedorf (45.+1') | Kuffour (19.), Pizarro (32.), Santa Cruz (84.) | FC Bayern München |
| 4. Gruppenspiel                                                              | | |                   |
| Mittwoch, 23. Oktober 2002 um 20:45 Uhr in Mailand (Giuseppe-Meazza-Stadion) | | |                   |
| Zuschauer: 75.611                                                            | | |                   |
| Schiedsrichter: Ľuboš Micheľ ( Slowakei)                                     | | |                   |
| Spielbericht                                                                 | | |                   |

### RC Lens – AC Mailand 2:1 (1:1)
| RC Lens                                                                | RC Lens | AC Mailand | AC Mailand |
| ---------------------------------------------------------------------- | --- | --- | ---------- |
| RC Lens                                                                | \| 5. Gruppenspiel \| \| Dienstag, 29. Oktober 2002 um 20:45 Uhr in Lens (Stade Félix-Bollaert) \| \| Zuschauer: 39.474 (ausverkauft) \| \| Schiedsrichter: Graham Barber ( England) \| \| Spielbericht \|                                                          | \| 5. Gruppenspiel \| \| Dienstag, 29. Oktober 2002 um 20:45 Uhr in Lens (Stade Félix-Bollaert) \| \| Zuschauer: 39.474 (ausverkauft) \| \| Schiedsrichter: Graham Barber ( England) \| \| Spielbericht \|                                                                                       | AC Mailand |
| RC Lens                                                                | Guillaume Warmuz – Adama Coulibaly, Rigobert Song, Jacek Bąk, Cyril Rool – Charles Coridon, Papa Bouba Diop (57. Ferdinand Coly), Seydou Keita – Antoine Sibierski (87. Abdoulaye Faye) – Daniel Moreira (90. Olivier Thomert), John Utaka Cheftrainer: Joel Muller | Christian Abbiati – Thomas Helveg, Alessandro Costacurta, Martin Laursen, Paolo Maldini (65. Kacha Kaladse) – Samuele Dalla Bona, Andrea Pirlo, Serginho (65. Clarence Seedorf) – Massimo Ambrosini – Jon Dahl Tomasson, Andrij Schewtschenko (46. Marco Borriello) Cheftrainer: Carlo Ancelotti | AC Mailand |
| RC Lens                                                                | 1:1 Moreira (41.) 2:1 Utaka (49.) | 0:1 Schewtschenko (31.) | AC Mailand |
| RC Lens                                                                | Coly (78.) | Pirlo (73.), Seedorf (75.), Tomasson (87.) | AC Mailand |
| 5. Gruppenspiel                                                        | | |            |
| Dienstag, 29. Oktober 2002 um 20:45 Uhr in Lens (Stade Félix-Bollaert) | | |            |
| Zuschauer: 39.474 (ausverkauft)                                        | | |            |
| Schiedsrichter: Graham Barber ( England)                               | | |            |
| Spielbericht                                                           | | |            |

### AC Mailand – Deportivo La Coruña 1:2 (1:0)
| AC Mailand                                                                    | AC Mailand | Deportivo La Coruña | Deportivo La Coruña |
| ----------------------------------------------------------------------------- | --- | --- | ------------------- |
| AC Mailand                                                                    | \| 6. Gruppenspiel \| \| Mittwoch, 13. November 2002 um 20:45 Uhr in Mailand (Giuseppe-Meazza-Stadion) \| \| Zuschauer: 56.294 \| \| Schiedsrichter: Michael Riley ( England) \| \| Spielbericht \|                                                           | \| 6. Gruppenspiel \| \| Mittwoch, 13. November 2002 um 20:45 Uhr in Mailand (Giuseppe-Meazza-Stadion) \| \| Zuschauer: 56.294 \| \| Schiedsrichter: Michael Riley ( England) \| \| Spielbericht \|                                            | Deportivo La Coruña |
| AC Mailand                                                                    | Christian Abbiati – Thomas Helveg, Dario Šimić, Paolo Maldini , Kacha Kaladse (85. Catilina Aubameyang) – Samuele Dalla Bona, Andrea Pirlo, Serginho – Rui Costa (75. Filippo Inzaghi) – Jon Dahl Tomasson, Andrij Schewtschenko Cheftrainer: Carlo Ancelotti | Juanmi – Lionel Scaloni, Enrique Romero, Héctor Berenguel, Joan Capdevila – Mauro Silva, Sergio – Roy Makaay (78. Aldo Duscher), Fran (65. Roberto Acuña), Albert Luque (56. José Emilio Amavisca) – Diego Tristán Cheftrainer: Javier Irureta | Deportivo La Coruña |
| AC Mailand                                                                    | 1:0 Tomasson (34.) | 1:1 Tristán (58.) 1:2 Makaay (70.) | Deportivo La Coruña |
| 6. Gruppenspiel                                                               | | |                     |
| Mittwoch, 13. November 2002 um 20:45 Uhr in Mailand (Giuseppe-Meazza-Stadion) | | |                     |
| Zuschauer: 56.294                                                             | | |                     |
| Schiedsrichter: Michael Riley ( England)                                      | | |                     |
| Spielbericht                                                                  | | |                     |

### Abschlusstabelle der Gruppe G
| Pl. | Verein              | Sp. | S | U | N | Tore    | Diff. | Punkte |
| --- | ------------------- | --- | - | - | - | ------- | ----- | ------ |
| 1.  | AC Mailand          | 6   | 4 | 0 | 2 | 012:700 | +5    | 12     |
| 2.  | Deportivo La Coruña | 6   | 4 | 0 | 2 | 011:120 | −1    | 12     |
| 3.  | RC Lens             | 6   | 2 | 2 | 2 | 011:110 | ±0    | 08     |
| 4.  | FC Bayern München   | 6   | 0 | 2 | 4 | 009:130 | −4    | 02     |

## Zwischenrunde

### AC Mailand – Real Madrid 1:0 (1:0)
| AC Mailand                                                                    | AC Mailand | Real Madrid | Real Madrid |
| ----------------------------------------------------------------------------- | --- | --- | ----------- |
| AC Mailand                                                                    | \| 1. Gruppenspiel Zwischenrunde \| \| Mittwoch, 26. November 2002 um 20:45 Uhr in Mailand (Giuseppe-Meazza-Stadion) \| \| Zuschauer: 81.685 (ausverkauft) \| \| Schiedsrichter: Urs Meier ( Schweiz) \| \| Spielbericht \|                                       | \| 1. Gruppenspiel Zwischenrunde \| \| Mittwoch, 26. November 2002 um 20:45 Uhr in Mailand (Giuseppe-Meazza-Stadion) \| \| Zuschauer: 81.685 (ausverkauft) \| \| Schiedsrichter: Urs Meier ( Schweiz) \| \| Spielbericht \|                            | Real Madrid |
| AC Mailand                                                                    | Dida – Dario Šimić (90. José Chamot), Alessandro Costacurta, Paolo Maldini , Kacha Kaladse – Gennaro Gattuso, Massimo Ambrosini, Clarence Seedorf – Rui Costa (76. Serginho), Rivaldo – Andrij Schewtschenko (82. Jon Dahl Tomasson) Cheftrainer: Carlo Ancelotti | Iker Casillas – Míchel Salgado, Francisco Pavón, Iván Helguera, Roberto Carlos – Esteban Cambiasso (76. Santiago Solari), Albert Celades – Luís Figo, Zinédine Zidane, Raúl – Fernando Morientes (61. Javier Portillo) Cheftrainer: Vicente del Bosque | Real Madrid |
| AC Mailand                                                                    | 1:0 Schewtschenko (40.) | | Real Madrid |
| AC Mailand                                                                    | Gattuso (48.) | Pavón (70.), Helguera (86.) | Real Madrid |
| 1. Gruppenspiel Zwischenrunde                                                 | | |             |
| Mittwoch, 26. November 2002 um 20:45 Uhr in Mailand (Giuseppe-Meazza-Stadion) | | |             |
| Zuschauer: 81.685 (ausverkauft)                                               | | |             |
| Schiedsrichter: Urs Meier ( Schweiz)                                          | | |             |
| Spielbericht                                                                  | | |             |

### Borussia Dortmund – AC Mailand 0:1 (0:1)
| Borussia Dortmund                                                       | Borussia Dortmund | AC Mailand | AC Mailand |
| ----------------------------------------------------------------------- | --- | --- | ---------- |
| Borussia Dortmund                                                       | \| 2. Gruppenspiel Zwischenrunde \| \| Mittwoch, 11. Dezember 2002 um 20:45 Uhr in Dortmund (Westfalenstadion) \| \| Zuschauer: 52.000 (ausverkauft) \| \| Schiedsrichter: Anders Frisk ( Schweden) \| \| Spielbericht \|                           | \| 2. Gruppenspiel Zwischenrunde \| \| Mittwoch, 11. Dezember 2002 um 20:45 Uhr in Dortmund (Westfalenstadion) \| \| Zuschauer: 52.000 (ausverkauft) \| \| Schiedsrichter: Anders Frisk ( Schweden) \| \| Spielbericht \|                                    | AC Mailand |
| Borussia Dortmund                                                       | Jens Lehmann – Jörg Heinrich (71. Evanilson), Christoph Metzelder, Christian Wörns, Dedê – Torsten Frings, Tomáš Rosický, Sebastian Kehl (83. Giuseppe Reina) – Ewerthon (64. Lars Ricken), Jan Koller, Márcio Amoroso Cheftrainer: Matthias Sammer | Dida – Dario Šimić, Alessandro Nesta, Paolo Maldini , Kacha Kaladse – Clarence Seedorf, Andrea Pirlo, Massimo Ambrosini – Rui Costa (78. Serginho) – Filippo Inzaghi (86. Rivaldo), Andrij Schewtschenko (90.+1' Marin Laursen) Cheftrainer: Carlo Ancelotti | AC Mailand |
| Borussia Dortmund                                                       | 0:1 Inzaghi (49.) | | AC Mailand |
| 2. Gruppenspiel Zwischenrunde                                           | | |            |
| Mittwoch, 11. Dezember 2002 um 20:45 Uhr in Dortmund (Westfalenstadion) | | |            |
| Zuschauer: 52.000 (ausverkauft)                                         | | |            |
| Schiedsrichter: Anders Frisk ( Schweden)                                | | |            |
| Spielbericht                                                            | | |            |

### AC Mailand – Lokomotive Moskau 1:0 (0:0)
| AC Mailand                                                                   | AC Mailand | Lokomotive Moskau | Lokomotive Moskau |
| ---------------------------------------------------------------------------- | --- | --- | ----------------- |
| AC Mailand                                                                   | \| 3. Gruppenspiel Zwischenrunde \| \| Mittwoch, 19. Februar 2003 um 20:45 Uhr in Mailand (Giuseppe-Meazza-Stadion) \| \| Zuschauer: 77.000 \| \| Schiedsrichter: Gilles Veissière ( Frankreich) \| \| Spielbericht \|                                          | \| 3. Gruppenspiel Zwischenrunde \| \| Mittwoch, 19. Februar 2003 um 20:45 Uhr in Mailand (Giuseppe-Meazza-Stadion) \| \| Zuschauer: 77.000 \| \| Schiedsrichter: Gilles Veissière ( Frankreich) \| \| Spielbericht \|                                                        | Lokomotive Moskau |
| AC Mailand                                                                   | Dida – Cristian Brocchi (78. Dario Šimić), Alessandro Nesta, Paolo Maldini , Alessandro Costacurta – Gennaro Gattuso, Andrea Pirlo, Rui Costa (62. Serginho) – Jon Dahl Tomasson (68. Clarence Seedorf), Rivaldo – Filippo Inzaghi Cheftrainer: Carlo Ancelotti | Sergei Owtschinnikow – Gennadi Nischegorodow, Oleg Pashinin, Dmitri Sennikow – Milan Obradović, Wladimir Maminow, Sergei Ignaschewitsch (82. Winston Parks), Jacob Lekgetho – Dmitri Loskow – Ruslan Pimenow, Maksim Buschnikin (46. Marat Ismailow) Cheftrainer: Juri Sjomin | Lokomotive Moskau |
| AC Mailand                                                                   | 1:0 Tomasson (61.) | | Lokomotive Moskau |
| AC Mailand                                                                   | Obradović (24.), Lekgetho (73.) | | Lokomotive Moskau |
| 3. Gruppenspiel Zwischenrunde                                                | | |                   |
| Mittwoch, 19. Februar 2003 um 20:45 Uhr in Mailand (Giuseppe-Meazza-Stadion) | | |                   |
| Zuschauer: 77.000                                                            | | |                   |
| Schiedsrichter: Gilles Veissière ( Frankreich)                               | | |                   |
| Spielbericht                                                                 | | |                   |

### Lokomotive Moskau – AC Mailand 0:1 (0:1)
| Lokomotive Moskau                                                     | Lokomotive Moskau | AC Mailand | AC Mailand |
| --------------------------------------------------------------------- | --- | --- | ---------- |
| Lokomotive Moskau                                                     | \| 4. Gruppenspiel Zwischenrunde \| \| Dienstag, 25. Februar 2003 um 18:30 Uhr in Moskau (Lokomotiv-Stadion) \| \| Zuschauer: 29.000 (ausverkauft) \| \| Schiedsrichter: Kyros Vassaras ( Griechenland) \| \| Spielbericht \|                                            | \| 4. Gruppenspiel Zwischenrunde \| \| Dienstag, 25. Februar 2003 um 18:30 Uhr in Moskau (Lokomotiv-Stadion) \| \| Zuschauer: 29.000 (ausverkauft) \| \| Schiedsrichter: Kyros Vassaras ( Griechenland) \| \| Spielbericht \|                                         | AC Mailand |
| Lokomotive Moskau                                                     | Sergei Owtschinnikow – Dmitri Sennikow, Gennadi Nischegorodow, Sergei Ignaschewitsch, Wadim Jewsejew – Marat Ismailow, Wladimir Maminow, Bennett Mnguni, Narwik Sirxajew (58. Ruslan Pimenow) – Dmitri Loskow – Júlio César (82. Winston Parks) Cheftrainer: Juri Sjomin | Dida – Alessandro Costacurta, Alessandro Nesta, Paolo Maldini , Kacha Kaladse – Gennaro Gattuso, Fernando Redondo (76. Cristian Brocchi), Clarence Seedorf – Serginho (87. Rui Costa), Rivaldo – Filippo Inzaghi (83. Jon Dahl Tomasson) Cheftrainer: Carlo Ancelotti | AC Mailand |
| Lokomotive Moskau                                                     | 0:1 Rivaldo (34., Foulelfmeter) | | AC Mailand |
| 4. Gruppenspiel Zwischenrunde                                         | | |            |
| Dienstag, 25. Februar 2003 um 18:30 Uhr in Moskau (Lokomotiv-Stadion) | | |            |
| Zuschauer: 29.000 (ausverkauft)                                       | | |            |
| Schiedsrichter: Kyros Vassaras ( Griechenland)                        | | |            |
| Spielbericht                                                          | | |            |

### Real Madrid – AC Mailand 3:1 (1:0)
| Real Madrid                                                                | Real Madrid | AC Mailand | AC Mailand |
| -------------------------------------------------------------------------- | --- | --- | ---------- |
| Real Madrid                                                                | \| 5. Gruppenspiel Zwischenrunde \| \| Mittwoch, 12. März 2003 um 20:45 Uhr in Madrid (Estadio Santiago Bernabéu) \| \| Zuschauer: 77.824 \| \| Schiedsrichter: Kim Milton Nielsen ( Dänemark) \| \| Spielbericht \|                                   | \| 5. Gruppenspiel Zwischenrunde \| \| Mittwoch, 12. März 2003 um 20:45 Uhr in Madrid (Estadio Santiago Bernabéu) \| \| Zuschauer: 77.824 \| \| Schiedsrichter: Kim Milton Nielsen ( Dänemark) \| \| Spielbericht \|                                                                      | AC Mailand |
| Real Madrid                                                                | Iker Casillas – Míchel Salgado, Francisco Pavón, Iván Helguera, Roberto Carlos – Claude Makélélé, Flávio Conceição – Luís Figo, Zinédine Zidane (88. Santiago Solari), Raúl (89. Javier Portillo) – Ronaldo (67. Guti) Cheftrainer: Vicente del Bosque | Christian Abbiati – Dario Šimić (62. Alessandro Nesta), Martin Laursen, Paolo Maldini , Alessandro Costacurta – Cristian Brocchi, Fernando Redondo (79. Andrea Pirlo), Samuele Dalla Bona (46. Rui Costa) – Clarence Seedorf – Rivaldo, Andrij Schewtschenko Cheftrainer: Carlo Ancelotti | AC Mailand |
| Real Madrid                                                                | 1:0 Raúl (12.) 2:0 Raúl (57.) 3:1 Guti (86.) | 2:1 Rivaldo (81.) | AC Mailand |
| Real Madrid                                                                | Roberto Carlos (39.) | Dalla Bona (17.), Schewtschenko (48.) | AC Mailand |
| 5. Gruppenspiel Zwischenrunde                                              | | |            |
| Mittwoch, 12. März 2003 um 20:45 Uhr in Madrid (Estadio Santiago Bernabéu) | | |            |
| Zuschauer: 77.824                                                          | | |            |
| Schiedsrichter: Kim Milton Nielsen ( Dänemark)                             | | |            |
| Spielbericht                                                               | | |            |

### AC Mailand – Borussia Dortmund 0:1 (0:0)
| AC Mailand                                                                | AC Mailand | Borussia Dortmund | Borussia Dortmund |
| ------------------------------------------------------------------------- | --- | --- | ----------------- |
| AC Mailand                                                                | \| 6. Gruppenspiel Zwischenrunde \| \| Dienstag, 18. März 2003 um 20:45 Uhr in Mailand (Giuseppe-Meazza-Stadion) \| \| Zuschauer: 70.577 \| \| Schiedsrichter: Graham Barber ( England) \| \| Spielbericht \|                                                                     | \| 6. Gruppenspiel Zwischenrunde \| \| Dienstag, 18. März 2003 um 20:45 Uhr in Mailand (Giuseppe-Meazza-Stadion) \| \| Zuschauer: 70.577 \| \| Schiedsrichter: Graham Barber ( England) \| \| Spielbericht \|                                      | Borussia Dortmund |
| AC Mailand                                                                | Christian Abbiati – Dario Šimić, Alessandro Nesta, Martin Laursen, Paolo Maldini (46. Alessandro Costacurta) – Gennaro Gattuso, Fernando Redondo, Cristian Brocchi (82. Andrea Pirlo) – Rui Costa (62. Filippo Inzaghi), Rivaldo – Jon Dahl Tomasson Cheftrainer: Carlo Ancelotti | Jens Lehmann – Evanilson, Christoph Metzelder, Christian Wörns, Dedê (83. Ahmed Madouni) – Stefan Reuter (50. Lars Ricken), Torsten Frings, Sebastian Kehl – Ewerthon (74. David Odonkor), Jan Koller, Márcio Amoroso Cheftrainer: Matthias Sammer | Borussia Dortmund |
| AC Mailand                                                                | 0:1 Koller (80.) | | Borussia Dortmund |
| AC Mailand                                                                | Gattuso (16.) | Ewerthon (34.), Frings (59.) | Borussia Dortmund |
| 6. Gruppenspiel Zwischenrunde                                             | | |                   |
| Dienstag, 18. März 2003 um 20:45 Uhr in Mailand (Giuseppe-Meazza-Stadion) | | |                   |
| Zuschauer: 70.577                                                         | | |                   |
| Schiedsrichter: Graham Barber ( England)                                  | | |                   |
| Spielbericht                                                              | | |                   |

### Abschlusstabelle der Gruppe C
| Pl. | Verein            | Sp. | S | U | N | Tore    | Diff. | Punkte |
| --- | ----------------- | --- | - | - | - | ------- | ----- | ------ |
| 1.  | AC Mailand        | 6   | 4 | 0 | 2 | 005:400 | +1    | 12     |
| 2.  | Real Madrid       | 6   | 3 | 2 | 1 | 009:600 | +3    | 11     |
| 3.  | Borussia Dortmund | 6   | 3 | 1 | 2 | 008:500 | +3    | 10     |
| 4.  | Lokomotive Moskau | 6   | 0 | 1 | 5 | 003:100 | −7    | 01     |

## Viertelfinale

### Ajax Amsterdam – AC Mailand 0:0
| Ajax Amsterdam                                                      | Ajax Amsterdam | AC Mailand | AC Mailand |
| ------------------------------------------------------------------- | --- | --- | ---------- |
| Ajax Amsterdam                                                      | \| Viertelfinale, Hinspiel \| \| Dienstag, 8. April 2003 um 20:45 Uhr in Amsterdam (Amsterdam Arena) \| \| Zuschauer: 50.967 (ausverkauft) \| \| Schiedsrichter: Terje Hauge ( Norwegen) \| \| Spielbericht \|                                                               | \| Viertelfinale, Hinspiel \| \| Dienstag, 8. April 2003 um 20:45 Uhr in Amsterdam (Amsterdam Arena) \| \| Zuschauer: 50.967 (ausverkauft) \| \| Schiedsrichter: Terje Hauge ( Norwegen) \| \| Spielbericht \|                                                           | AC Mailand |
| Ajax Amsterdam                                                      | Bogdan Lobonț – Hatem Trabelsi, Petri Pasanen (74. Nigel de Jong), Cristian Chivu , John O’Brien – Steven Pienaar, Tomáš Galásek (67. Wesley Sneijder), Abubakari Yakubu, Maxwell – Rafael van der Vaart – Zlatan Ibrahimović (73. Jari Litmanen) Cheftrainer: Ronald Koeman | Dida – Dario Šimić, Alessandro Nesta, Paolo Maldini , Alessandro Costacurta – Gennaro Gattuso, Massimo Ambrosini, Clarence Seedorf (26. Serginho) – Rui Costa – Filippo Inzaghi (73. Jon Dahl Tomasson), Andrij Schewtschenko (79. Rivaldo) Cheftrainer: Carlo Ancelotti | AC Mailand |
| Ajax Amsterdam                                                      | Gattuso (35./4., gesperrt), Ambrosini (67.) | | AC Mailand |
| Viertelfinale, Hinspiel                                             | | |            |
| Dienstag, 8. April 2003 um 20:45 Uhr in Amsterdam (Amsterdam Arena) | | |            |
| Zuschauer: 50.967 (ausverkauft)                                     | | |            |
| Schiedsrichter: Terje Hauge ( Norwegen)                             | | |            |
| Spielbericht                                                        | | |            |

### AC Mailand – Ajax Amsterdam 3:2 (1:0)
| AC Mailand                                                                 | AC Mailand | Ajax Amsterdam | Ajax Amsterdam |
| -------------------------------------------------------------------------- | --- | --- | -------------- |
| AC Mailand                                                                 | \| Viertelfinale, Rückspiel \| \| Mittwoch, 23. April 2003 um 20:45 Uhr in Mailand (Giuseppe-Meazza-Stadion) \| \| Zuschauer: 76.079 \| \| Schiedsrichter: Manuel Mejuto González ( Spanien) \| \| Spielbericht \|                                                             | \| Viertelfinale, Rückspiel \| \| Mittwoch, 23. April 2003 um 20:45 Uhr in Mailand (Giuseppe-Meazza-Stadion) \| \| Zuschauer: 76.079 \| \| Schiedsrichter: Manuel Mejuto González ( Spanien) \| \| Spielbericht \|                                                                  | Ajax Amsterdam |
| AC Mailand                                                                 | Dida – Dario Šimić (83. Jon Dahl Tomasson), Alessandro Nesta, Paolo Maldini , Alessandro Costacurta – Cristian Brocchi, Massimo Ambrosini, Kacha Kaladse (80. Rivaldo) – Rui Costa (85. Fernando Redondo) – Filippo Inzaghi, Andrij Schewtschenko Cheftrainer: Carlo Ancelotti | Bogdan Lobonț – Hatem Trabelsi, Petri Pasanen, Cristian Chivu , Jelle Van Damme (46. Jari Litmanen) – Abubakari Yakubu, Wesley Sneijder, John O’Brien – Steven Pienaar (84. Nigel de Jong), Zlatan Ibrahimović, Andy van der Meyde (89. André Bergdølmo) Cheftrainer: Ronald Koeman | Ajax Amsterdam |
| AC Mailand                                                                 | 1:0 Inzaghi (30.) 2:1 Schewtschenko (65.) 3:2 Tomasson (90.+1') | 1:1 Litmanen (63.) 2:2 Pienaar (78.) | Ajax Amsterdam |
| AC Mailand                                                                 | Ambrosini (18.), Costacurta (63.) | Pasanen (76.) | Ajax Amsterdam |
| Viertelfinale, Rückspiel                                                   | | |                |
| Mittwoch, 23. April 2003 um 20:45 Uhr in Mailand (Giuseppe-Meazza-Stadion) | | |                |
| Zuschauer: 76.079                                                          | | |                |
| Schiedsrichter: Manuel Mejuto González ( Spanien)                          | | |                |
| Spielbericht                                                               | | |                |

## Halbfinale

### AC Mailand – Inter Mailand 0:0
| AC Mailand                                                              | AC Mailand | Inter Mailand | Inter Mailand |
| ----------------------------------------------------------------------- | --- | --- | ------------- |
| AC Mailand                                                              | \| Halbfinale, Hinspiel \| \| Mittwoch, 7. Mai 2003 um 20:45 Uhr in Mailand (Giuseppe-Meazza-Stadion) \| \| Zuschauer: 77.069 \| \| Schiedsrichter: Walentin Iwanow ( Russland) \| \| Spielbericht \|                                                                    | \| Halbfinale, Hinspiel \| \| Mittwoch, 7. Mai 2003 um 20:45 Uhr in Mailand (Giuseppe-Meazza-Stadion) \| \| Zuschauer: 77.069 \| \| Schiedsrichter: Walentin Iwanow ( Russland) \| \| Spielbericht \|                                                                  | Inter Mailand |
| AC Mailand                                                              | Dida – Alessandro Costacurta, Alessandro Nesta, Paolo Maldini , Kacha Kaladse – Gennaro Gattuso (78. Fernando Redondo), Cristian Brocchi (74. Serginho), Clarence Seedorf – Rui Costa – Filippo Inzaghi, Andrij Schewtschenko (81. Rivaldo) Cheftrainer: Carlo Ancelotti | Francesco Toldo – Iván Córdoba, Marco Materazzi, Fabio Cannavaro, Francesco Coco (84. Giovanni Pasquale) – Javier Zanetti , Luigi Di Biagio, Emre Belözoğlu, Sérgio Conceição (66. Guly) – Hernán Crespo, Álvaro Recoba (72. Mohamed Kallon) Cheftrainer: Héctor Cúper | Inter Mailand |
| Halbfinale, Hinspiel                                                    | | |               |
| Mittwoch, 7. Mai 2003 um 20:45 Uhr in Mailand (Giuseppe-Meazza-Stadion) | | |               |
| Zuschauer: 77.069                                                       | | |               |
| Schiedsrichter: Walentin Iwanow ( Russland)                             | | |               |
| Spielbericht                                                            | | |               |

### Inter Mailand – AC Mailand 1:1 (0:1)
| Inter Mailand                                                            | Inter Mailand | AC Mailand | AC Mailand |
| ------------------------------------------------------------------------ | --- | --- | ---------- |
| Inter Mailand                                                            | \| Halbfinale, Rückspiel \| \| Dienstag, 13. Mai 2003 um 20:45 Uhr in Mailand (Giuseppe-Meazza-Stadion) \| \| Zuschauer: 76.854 \| \| Schiedsrichter: Gilles Veissière ( Frankreich) \| \| Spielbericht \|                                                                          | \| Halbfinale, Rückspiel \| \| Dienstag, 13. Mai 2003 um 20:45 Uhr in Mailand (Giuseppe-Meazza-Stadion) \| \| Zuschauer: 76.854 \| \| Schiedsrichter: Gilles Veissière ( Frankreich) \| \| Spielbericht \|                                                                                  | AC Mailand |
| Inter Mailand                                                            | Francesco Toldo – Iván Córdoba, Marco Materazzi, Fabio Cannavaro – Javier Zanetti , Cristiano Zanetti, Luigi Di Biagio (46. Stéphane Dalmat), Sérgio Conceição – Emre Belözoğlu – Hernán Crespo (71. Mohamed Kallon), Álvaro Recoba (46. Obafemi Martins) Cheftrainer: Héctor Cúper | Christian Abbiati – Alessandro Costacurta, Alessandro Nesta, Paolo Maldini , Kacha Kaladse – Gennaro Gattuso, Andrea Pirlo (89. Cristian Brocchi), Clarence Seedorf – Rui Costa (64. Massimo Ambrosini) – Filippo Inzaghi (80. Serginho), Andrij Schewtschenko Cheftrainer: Carlo Ancelotti | AC Mailand |
| Inter Mailand                                                            | 1:1 Martins (83.) | 0:1 Schewtschenko (45.+1') | AC Mailand |
| Inter Mailand                                                            | Di Biagio (40.) | Inzaghi (37.), Gattuso (38.), Costa (40.), Kaladse (84.) | AC Mailand |
| Halbfinale, Rückspiel                                                    | | |            |
| Dienstag, 13. Mai 2003 um 20:45 Uhr in Mailand (Giuseppe-Meazza-Stadion) | | |            |
| Zuschauer: 76.854                                                        | | |            |
| Schiedsrichter: Gilles Veissière ( Frankreich)                           | | |            |
| Spielbericht                                                             | | |            |

## Finale

### Juventus Turin – AC Mailand 0:0 n. V., 2:3 i. E.
| Juventus Turin                                                   | Juventus Turin | AC Mailand | AC Mailand |
| ---------------------------------------------------------------- | --- | --- | ---------- |
| Juventus Turin                                                   | \| Finale \| \| Mittwoch, 28. Mai 2003 um 20:45 Uhr in Manchester (Old Trafford) \| \| Zuschauer: 63.215 (ausverkauft) \| \| Schiedsrichter: Markus Merk ( Deutschland) \| \| Spielbericht \|                                                                                                  | \| Finale \| \| Mittwoch, 28. Mai 2003 um 20:45 Uhr in Manchester (Old Trafford) \| \| Zuschauer: 63.215 (ausverkauft) \| \| Schiedsrichter: Markus Merk ( Deutschland) \| \| Spielbericht \|                                                                              | AC Mailand |
| Juventus Turin                                                   | Gianluigi Buffon – Lilian Thuram, Ciro Ferrara, Igor Tudor (42. Alessandro Birindelli), Paolo Montero – Mauro Camoranesi (46. Antonio Conte), Alessio Tacchinardi, Edgar Davids (65. Marcelo Zalayeta), Gianluca Zambrotta – David Trezeguet, Alessandro Del Piero Cheftrainer: Marcello Lippi | Dida – Alessandro Costacurta (66. Roque Júnior), Alessandro Nesta, Paolo Maldini , Kacha Kaladse – Gennaro Gattuso, Andrea Pirlo (71. Serginho), Clarence Seedorf – Rui Costa (87. Massimo Ambrosini) – Filippo Inzaghi, Andrij Schewtschenko Cheftrainer: Carlo Ancelotti | AC Mailand |
| Juventus Turin                                                   | Elfmeterschießen | | AC Mailand |
| Juventus Turin                                                   | Dida hält gegen Trezeguet 1:1 Birindelli Dida hält gegen Zalayeta Dida hält gegen Montero 2:2 Del Piero | 0:1 Serginho Buffon hält gegen Seedorf Buffon hält gegen Kaladse 1:2 Nesta 2:3 Schewtschenko | AC Mailand |
| Juventus Turin                                                   | Tacchinardi (69.), Del Piero (111.) | Costacurta (18.) | AC Mailand |
| Finale                                                           | | |            |
| Mittwoch, 28. Mai 2003 um 20:45 Uhr in Manchester (Old Trafford) | | |            |
| Zuschauer: 63.215 (ausverkauft)                                  | | |            |
| Schiedsrichter: Markus Merk ( Deutschland)                       | | |            |
| Spielbericht                                                     | | |            |